# Дембник (Опольське воєводство)
Дембник (пол. Dębnik, нім. Damnig) — село в Польщі, у гміні Вількув Намисловського повіту Опольського воєводства.
Населення — 56 осіб (2011).

## Демографія
Демографічна структура станом на 31 березня 2011 року:
|          | Загалом | Допрацездатний вік | Працездатний вік | Постпрацездатний вік |
| -------- | ------- | ------------------ | ---------------- | -------------------- |
| Чоловіки | 27      | 5                  | 17               | 5                    |
| Жінки    | 29      | 5                  | 13               | 11                   |
| Разом    | 56      | 10                 | 30               | 16                   |